# Pieve di San Gennaro
La pieve di San Gennaro è un luogo di culto cattolico che si trova nella località omonima a Capannori.

## Storia e descrizione
Ricordata dal 980, è stata rimaneggiata nel corso dei secoli. A tre navate e tre absidi (resta soltanto quella di sinistra), presenta nella facciata numerosi elementi di rifacimento: originali sono i capitelli cubici del portale e la loggetta dell'ordine superiore. Lungo il fianco settentrionale si conserva il motivo ad archetti pensili su mensole con un repertorio decorativo variato, replicato anche nelle mensole della zona absidale e, all'interno, nei due capitelli delle colonne in controfacciata. Gli altri esemplari della navata sinistra seguono una diversa tipologia a cubo, con figurazioni astratte fortemente geometrizzate. Diversi sono i capitelli della navata destra, in corrispondenza della quale si erge il pulpito del 1162.

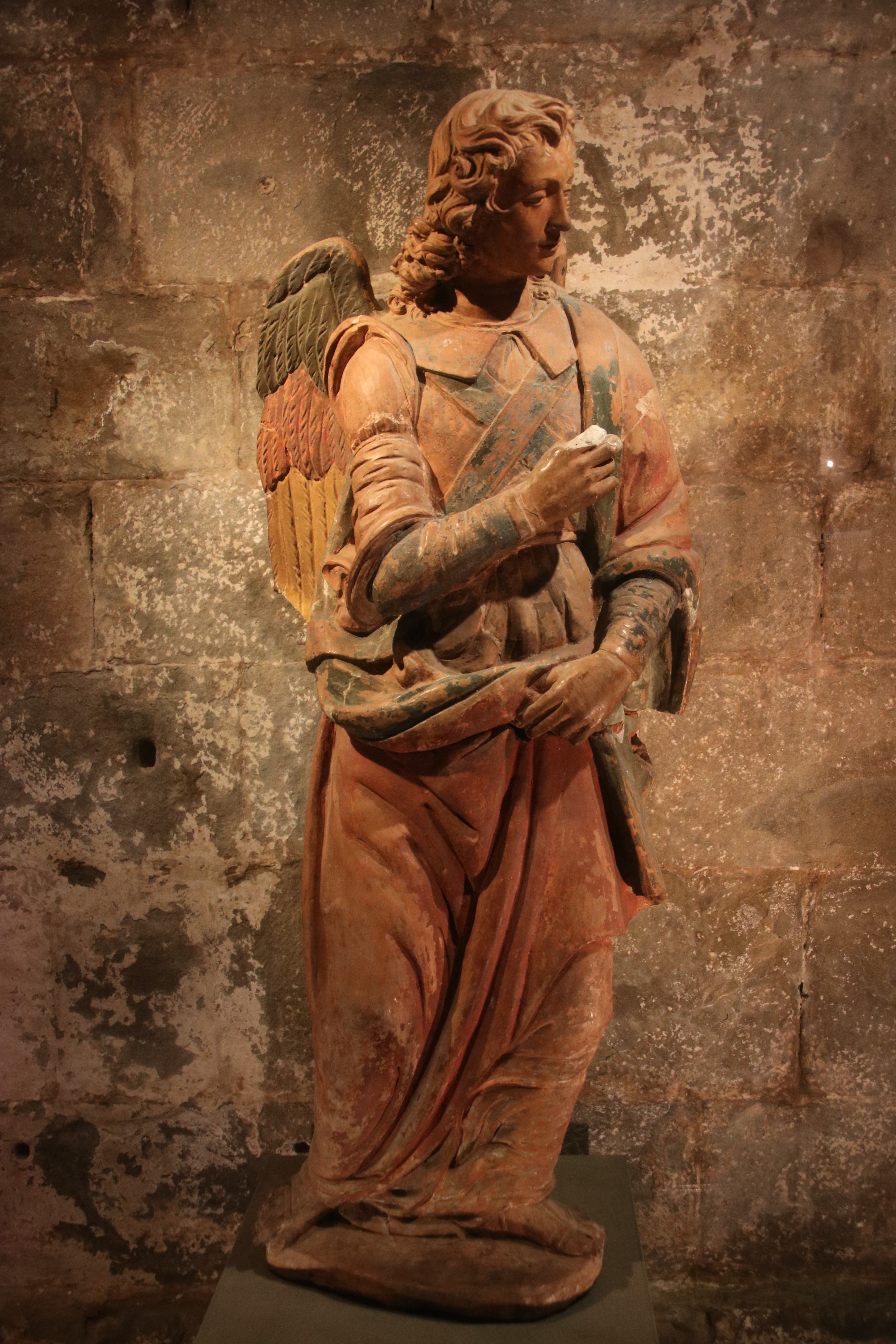
La statua dell'arcangelo Gabriele

La pieve di San Gennaro è divenuta famosa in tempi recenti per l’attribuzione a Leonardo da Vinci di una statua in terracotta conservata all'interno della chiesa, raffigurante l’Arcangelo Gabriele. Tale attribuzione è stata avanzata dal prof. Carlo Pedretti, docente all'Università della California e direttore del centro Hammer per gli studi su Leonardo. Il professore ha confermato la sua attribuzione in un'intervista, aggiungendo che Leonardo, al tempo dei suoi studi sulla canalizzazione dell'Arno, potrebbe aver sostato proprio a San Gennaro. Tracce della sua visita sono riportate nella mappa, redatta durante l'attività di ingegneria idraulica, nella quale sono raffigurate sia la pieve che il paesaggio circostante. 
Nel 2019 al termine di un restauro presso l'Opificio delle Pietre Dure di Firenze, l'opera è stata esposta con attribuzione dubitativa a Leonardo, nella scarsità di termini di confronto, ma riferendola con relativa sicurezza comunque alla bottega di Andrea del Verrocchio. Assieme alla riattribuita Madonna col Bambino del Victoria and Albert Museum (Caglioti, 2019), a un bronzetto equestre per il monumento Trivulzio al Szépművészeti Múzeum di Budapest e a un problematico busto in cera nel Bode Museum di Berlino, costituirebbe il nucleo su cui indagare l'attività scultorea di Leonardo, documentata nella realizzazione del monumento equestre andato distrutto a Milano, ma priva di riscontri oggettivi relativi ad altre opere pervenuteci.